# Patrick (Nevada)
Patrick é uma comunidade não incorporada que foi o lugar de um rancho histórico. O fundador do rancho, Patrick McCarran, chegou ao Nevada em 1858 como membro do Exército dos Estados Unidos através do  in General Winfield Scott Hancock. Em 1862,  McCarran reclamou  2600 acres de terra que se tornaria no  Rancho McCarran Ranch e na comunidade de Patrick. O filho de Patrick McCarran, Pat McCarran, tornar-se-ia no primeiro senador estadunidense e um firme e feroz anticomunista.
Na atualidade, apenas permanecem duas das estruturas originais do Rancho McCarran e a maioria dos 2.600 acres foram desenvolvidas em direção do centro industrial Tahoe Reno.  As porções que permanecem no rancho e a comunidade é constituída por residências privadas e área de proteção natural.

## Geografia
A comunidade fica localizada ao longo da  Interstate 80 a cerca de 16 quilómetros de Sparks, no condado de Washoe .